# Juan Lamaglia y Sra.
Juan Lamaglia y Sra. es una película de Argentina dirigida por Raúl de la Torre y protagonizada por Pepe Soriano y Julia von Grolman. Estrenada en Buenos Aires el 28 de abril de 1970. Ganadora de cinco premios, entre ellos el Cóndor de Plata como mejor película de 1971.

## Sinopsis
Juan es un hombre de negocios de buen pasar económico que pasa su tiempo libre haciendo asados, yendo a las carreras o saliendo con amigos. Tiene una esposa y una amante, pero es incapaz de satisfacer a ninguna de ellas.

## Reparto
1. Pepe Soriano
2. Julia von Grolman
3. Miguel Coppola
4. Milagros de la Vega
5. Nacha Guevara
6. Hedy Crilla
7. Juana Hidalgo
8. Laura Palmucci
9. Cacho Espíndola
10. Raúl de la Torre
11. Liliana Fernández Blanco
12. Rubén Negreda
13. Tulio Baldesarri
14. Pedro Lazzarini
15. María Isabel Osan
16. José Sbarra

## Producción
La película fue la primera en la filmografía del director Raúl de la Torre.

## Premios
- Premios Cóndor de Plata (1971): mejor película, mejor guion, mejor actriz (Julia von Grolman) y mejor actor (Pepe Soriano).
- Festival Internacional de Cine de Mar del Plata (1970): premio especial del jurado.